# Carrer del Veguer

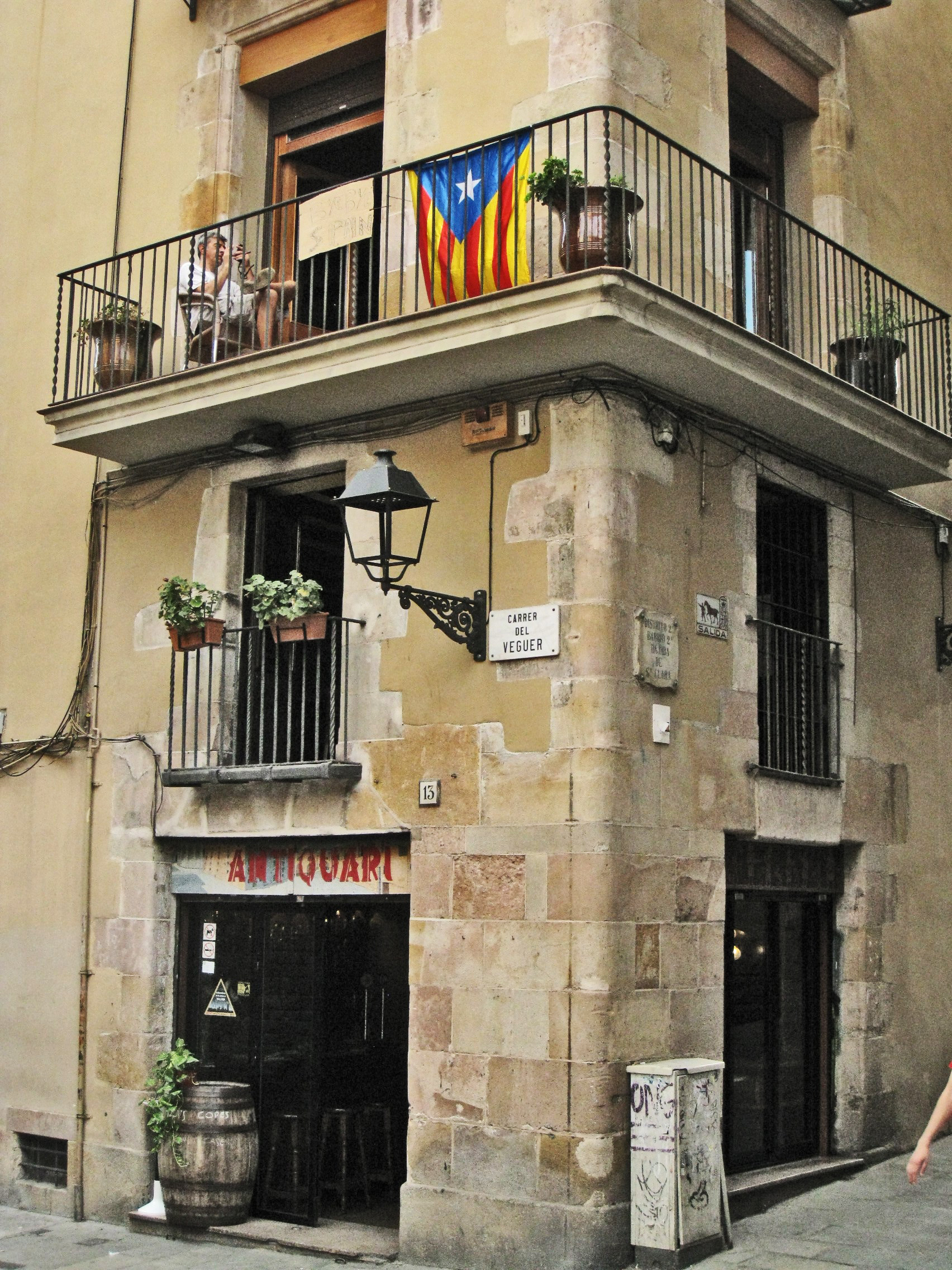
Edifici del 1780 situat al carrer del Veguer núm. 13, vora la Plaça del Rei i amb cantonada amb la Baixada de Santa Clara

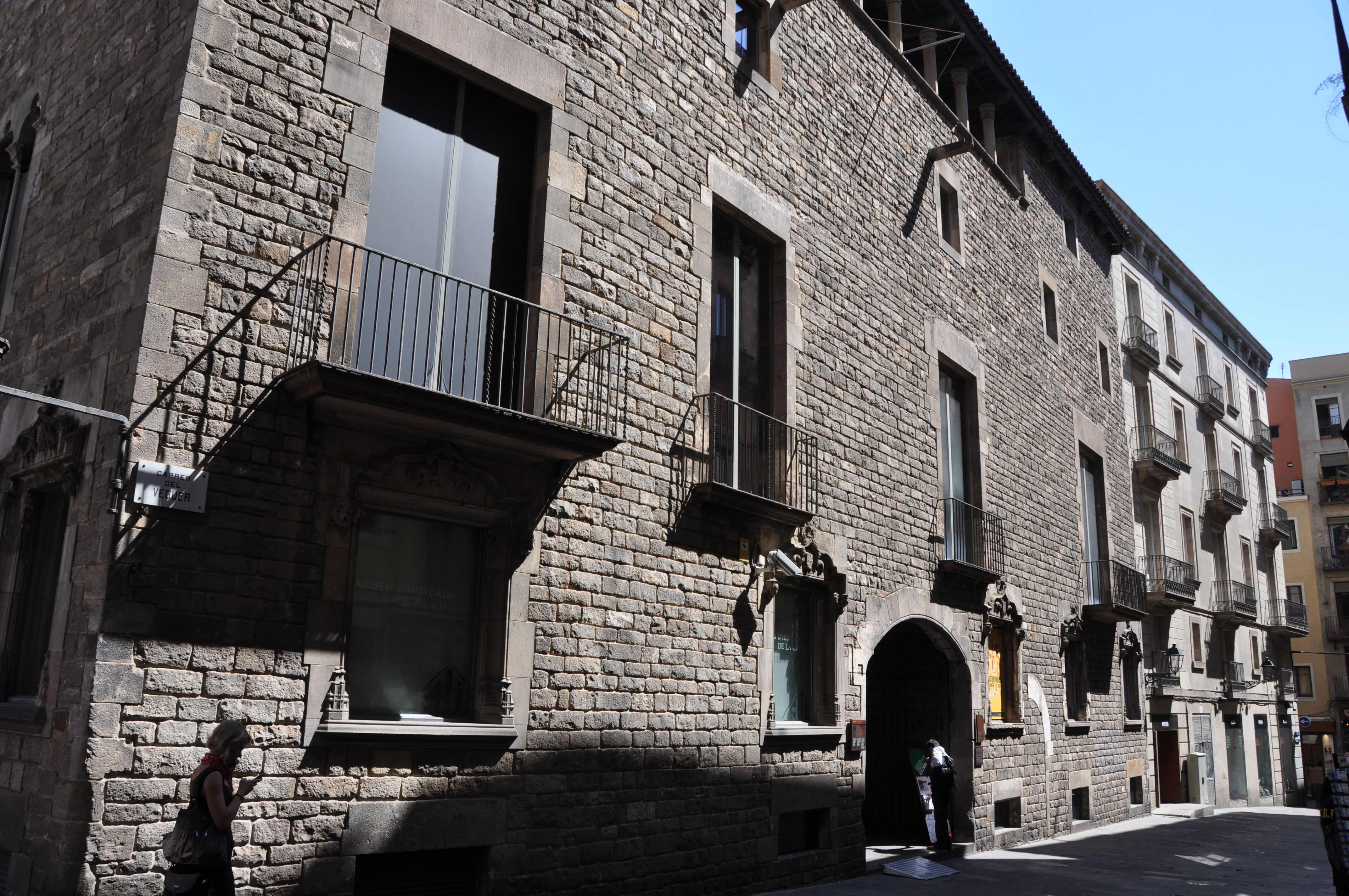
Façana principal de la Casa Padellàs al carrer del Veguer i seu del Museu d'Història de Barcelona

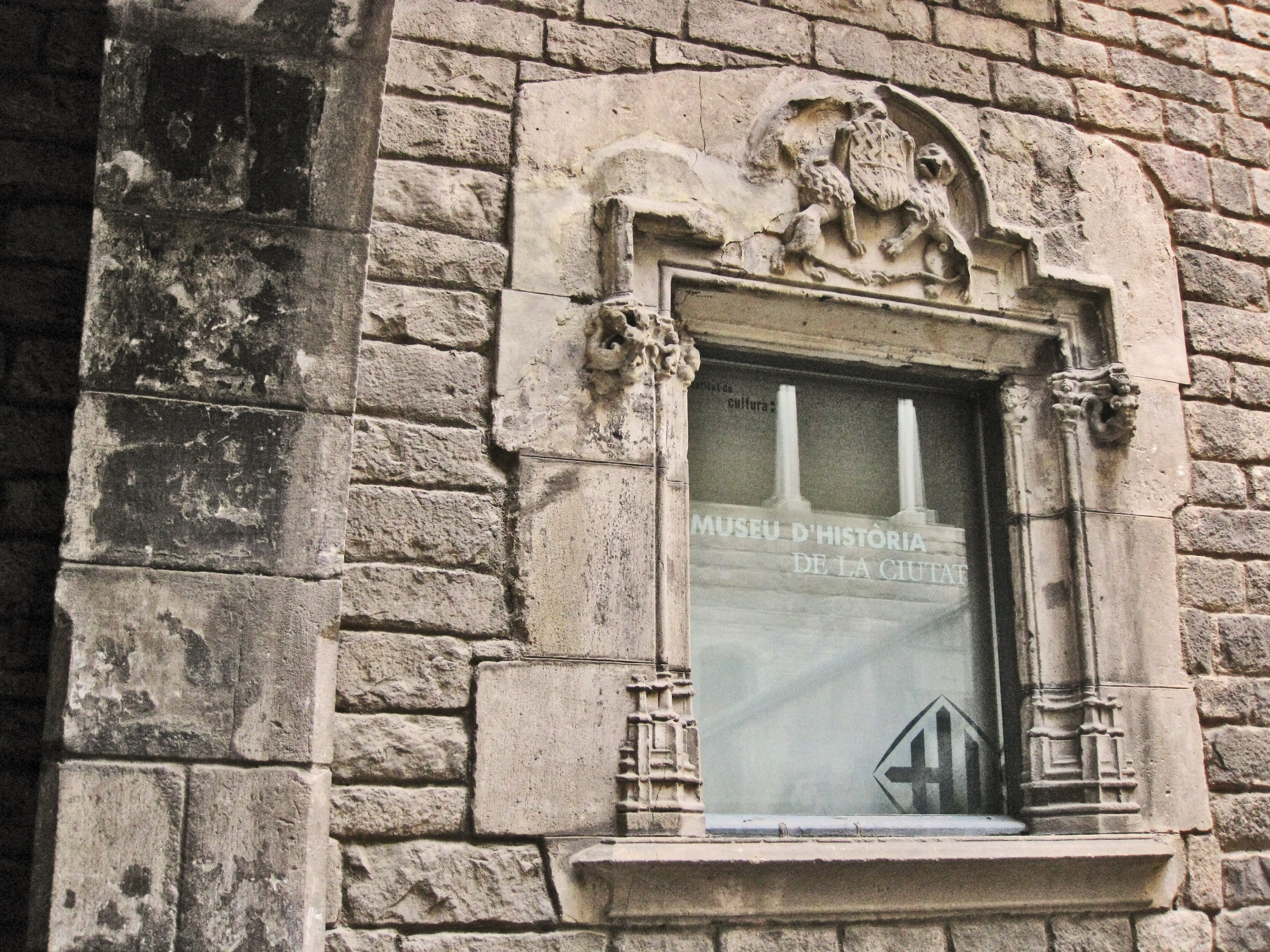
Finestral de la façana principal de la Casa Padellàs amb escut nobiliari

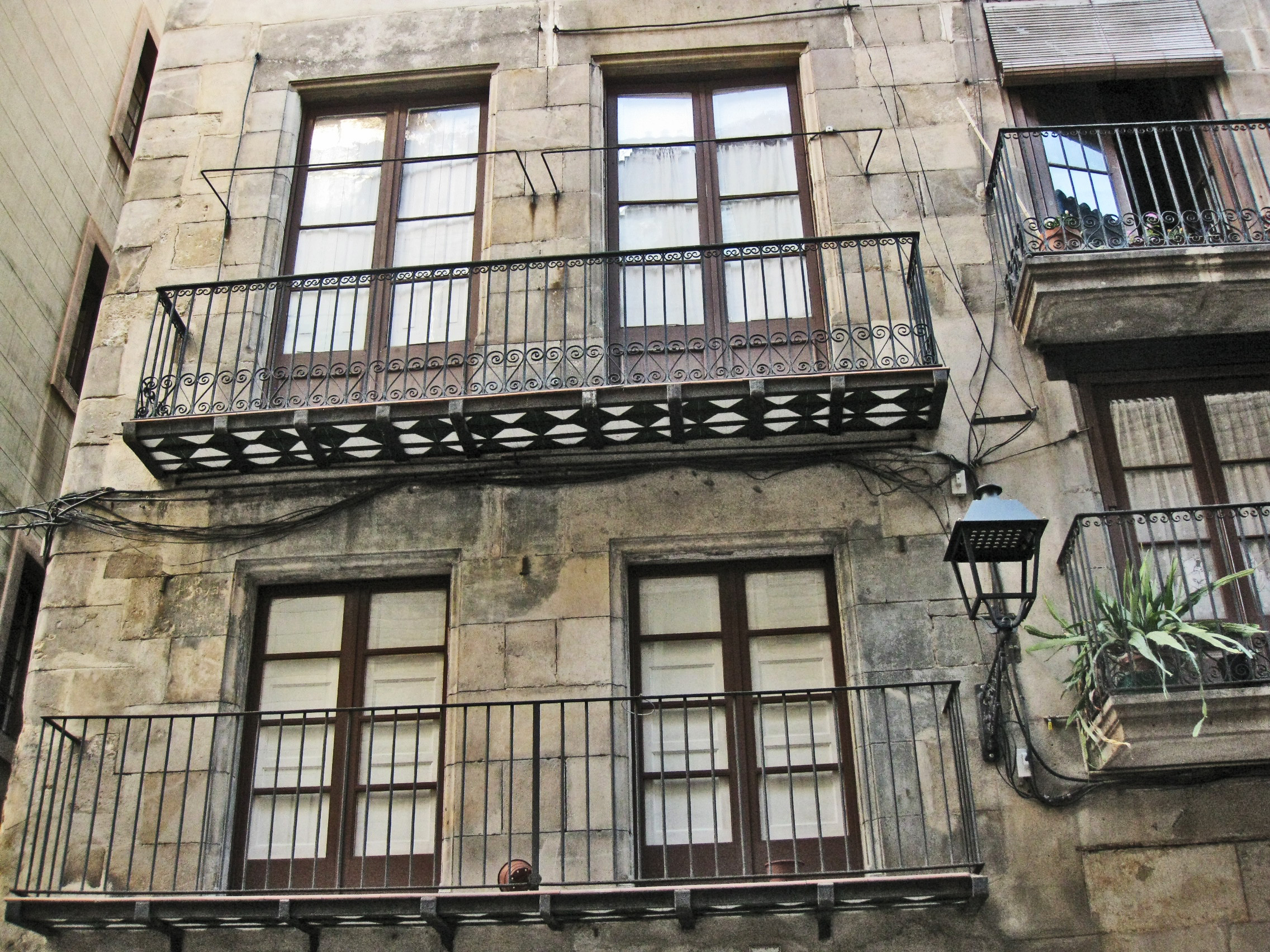
Edifici dels segles - (d'origen medieval i reformat al segle XIX) situat al carrer del Veguer, núms. 5-7, cantonada amb el carrer dels Brocaters

El carrer del Veguer de Barcelona rep el seu nom del veguer, el qual, a l'edat mitjana, era l'autoritat delegada de la Corona, amb jurisdicció governativa, administrativa i judicial (el seu palau era al final d'aquest carrer, a l'entrada de la Plaça del Rei).

## Descripció
En aquest curt però interessant carrer podem admirar un notable conjunt d'edificis d'origen medieval, però amb alguns elements molt característics del segle xviii: cantoneres de pedra, balcons amb llosana de ferro i ceràmica o carreus motllurats a les llindes i els brancals de les obertures. Alguns edificis, però, es van reformar durant el segle xix i d'altres encara més modernament.

## Casa Padellàs i Museu d'Història
És el darrer edifici del carrer a la nostra dreta, el qual fa cantonada amb la Plaça del Rei.
L'edifici fou construït originàriament, entre els anys 1497 i 1515, en el carrer dels Mercaders, en un tram enderrocat per l'obertura de la Via Laietana. Es va desmuntar pedra a pedra, i totes es van guardar en un magatzem fins que l'any 1930 va ésser aixecat de nou, en aquest lloc. Aleshores, s'hi van afegir alguns elements arquitectònics d'altres edificis emmagatzemats, que la façana original no posseïa.
Com totes les cases senyorials gòtiques, s'articula al voltant d'un pati interior d'on surt l'escala que condueix a la planta noble, on hi ha una galeria d'arcades ogivals sobre fines columnes. Si ens hi fixem amb deteniment trobarem escuts, medallons i vegetals d'estil renaixentista barrejats amb l'estil gòtic.
Actualment, des del 1943, allotja el Museu d'Història de Barcelona, i és per on s'accedeix al ric conjunt arqueològic de la Bàrcino romana.

## Ciutat romana subterrània
En fer els fonaments per al nou emplaçament de la Casa Padellàs van ser descobertes al subsòl les restes d'una part de la Bàrcino romana. En poques ciutats actuals és possible baixar uns metres per sota de la línia de carrer per poder-se passejar per carrers mil·lenaris.
En aquests carrers es conserven restes d'una instal·lació balneària, amb les termes, una pica i una piscina, àmfores, sistemes de desguàs, les restes d'un barri d'artesans del Baix Imperi, trams d'un dels carrers que conduïen al fòrum, un conjunt de sitges destinades a emmagatzemar oli o blat, diverses estances d'antigues edificacions residencials i una reproducció de la necròpolis visigòtica.